# Menczył (Bieszczady)
Menczył (Mińczoły; 1008 m n.p.m.) – szczyt w Bieszczadach Zachodnich. Nazwa pochodzi z języka wołoskiego (por. rum. muncel – wzgórze lub pagórek).

## Położenie
Masyw Menczyła znajduje się w granicznym grzbiecie Bieszczadów Zachodnich i zarazem w głównym, wododziałowym grzbiecie Karpat. Granica Polski z Ukrainą przebiega na południowy zachód od głównego wierzchołka, toteż leży on po stronie polskiej. Na zachód usytuowana jest głęboka przełęcz Beskid (785 m n.p.m.), za którą wznosi się Wołowe Berdo (1121 m n.p.m.), na wschodzie masyw poprzez wyrównany odcinek grzbietu z kilkoma niewyraźnymi przełęczami (najniższa leży 871 m n.p.m.) sąsiaduje zaś z Rozsypańcem (1280 m n.p.m.). Od północy górę opływa Wołosatka, natomiast południowe ukraińskie zbocza, należące do zlewiska Morza Czarnego, odwadnia potok Łubnia.

## Topografia
Zarówno północne oraz południowe stoki, jak i odcinek grzbietu opadający na przełęcz Beskid, charakteryzują się dość dużym nachyleniem, jedynie grzbiet opadający na zachód jest łagodniejszy i ma mniejszą deniwelację. Wysokość względem dna doliny Wołosatki dochodzi do 230 m, podczas gdy dno doliny Łubni znajduje się 480 m poniżej szczytu. Menczył ma trzy kulminacje. W głównym, równoleżnikowym w tym miejscu grzbiecie leżą dwa wierzchołki oddalone od siebie o ok. 300 m, z których zachodni leży na granicy państwowej, a wschodni (polski) jest najwyższym, głównym szczytem góry. Odbiega z niego na południe odnoga z trzecim, ukraińskim wierzchołkiem położonym ok. 500 m dalej.
Masyw nie jest całkowicie zalesiony, po polskiej stronie granicy występują liczne polany.

## Turystyka
Na Menczył nie prowadzą szlaki turystyczne. Ze względu na położenie na terenie Bieszczadzkiego Parku Narodowego szczyt jest wyłączony z ruchu turystycznego. Stoki południowe położone są na terenie ukraińskiego Użańskiego Parku Narodowego. Przez południowo-zachodni stok biegnie droga z ukraińskiej wsi Łubnia do granicy z Polską na przełęczy Beskid, jednak jej przekraczanie jest zabronione. Po polskiej stronie droga ma kontynuację, prowadząc do Wołosatego.